# Supertaça de Portugal de Basquetebol
A Supertaça de Portugal, Supertaça ou Supertaça Mário Saldanha é um troféu que se disputa todos os anos entre o vencedor do Campeonato Nacional de Basquetebol e o vencedor da Taça de Portugal de Basquetebol. No caso de o mesmo clube ser Campeão Nacional e vencer a Taça de Portugal (dobradinha) disputa o jogo o clube que foi derrotado na final da Taça. Tradicionalmente, o jogo inaugura a época seguinte. Em 2023, passou a ter a designação de Supertaça Mário Saldanha, em homenagem ao ex-jogador de basquetebol e ex-presidente da Federação Portuguesa de Basquetebol com o mesmo nome.

## Vencedores da Supertaça de Portugal
- Os Vencedores da Supertaça encontram-se assinalados com destaque colorido.
- Os clubes assinalados em itálico participaram na Supertaça como finalistas vencidos da Taça de Portugal, em virtude do Campeão Nacional ter feito a dobradinha (conquista do Campeonato e da Taça de Portugal na mesma época).

| Prova disputada a duas mãos   |                  |                  |                  |                                               |                                               |
| Época                         | Campeão Nacional | Resultado        | Vencedor da Taça | 1ª Mão                                        | 2ª Mão                                        |
| 1984                          | CA Queluz        | 185 - 170        | FC Barreirense   | 64 - 92                                       | 121 - 78                                      |
| 1985                          | SL Benfica       |                  | FC Barreirense   |                                               |                                               |
| 1986                          | SL Benfica       |                  | FC Porto         |                                               |                                               |
| 1987                          | Não se realizou. | Não se realizou. | Não se realizou. |                                               |                                               |
| Prova disputada em jogo único |                  |                  |                  |                                               |                                               |
| Época                         | Campeão Nacional | Res              | Vencedor da Taça | Local                                         | Local                                         |
| 1988                          | AD Ovarense      |                  | FC Porto         |                                               |                                               |
| 1989                          | SL Benfica       |                  | AD Ovarense      |                                               |                                               |
| 1990                          | SL Benfica       |                  | AD Ovarense      |                                               |                                               |
| 1991                          | SL Benfica       | 96 - 83          | FC Porto         |                                               |                                               |
| 1992                          | SL Benfica       | 69 - 71          | Illiabum         |                                               |                                               |
| 1993                          | SL Benfica       | 92 - 93          | AD Ovarense      |                                               |                                               |
| 1994                          | SL Benfica       | 65 - 53          | AD Ovarense      |                                               |                                               |
| 1995                          | SL Benfica       | 77 - 73          | FC Porto         |                                               |                                               |
| 1996                          | FC Porto         | 76 - 81          | SL Benfica       |                                               |                                               |
| 1997                          | FC Porto         | 77 - 70          | AD Ovarense      |                                               |                                               |
| 1998                          | Estrelas Avenida | 62 - 74          | SL Benfica       |                                               |                                               |
| 1999                          | FC Porto         | 85 - 81          | AD Ovarense      |                                               |                                               |
| 2000                          | AD Ovarense      | 74 - 68          | FC Porto         |                                               |                                               |
| 2001                          | Portugal Telecom | 83 - 84          | AD Ovarense      |                                               |                                               |
| 2002                          | Portugal Telecom | 81 - 73          | Oliveirense      |                                               |                                               |
| 2003                          | Oliveirense      | 97 - 76          | CAB Madeira      |                                               |                                               |
| 2004                          | FC Porto         | 97 - 69          | AD Ovarense      |                                               |                                               |
| 2005                          | CA Queluz        | 83 - 78          | AD Ovarense      |                                               |                                               |
| 2006                          | AD Ovarense      | 81 - 77          | FC Porto         |                                               |                                               |
| 2007                          | AD Ovarense      | 66 - 56          | FC Porto         |                                               |                                               |
| 2008                          | AD Ovarense      | 77 - 63          | Vitória SC       |                                               |                                               |
| 2009                          | SL Benfica       | 69 - 61          | AD Ovarense      |                                               |                                               |
| 2010                          | SL Benfica       | 66 - 63          | FC Porto         |                                               |                                               |
| 2011                          | FC Porto         | 76 - 62          | CAB Madeira      |                                               |                                               |
| 2012                          | SL Benfica       | 68 – 53          | Académica        | Complexo Desportivo de Almada                 | Complexo Desportivo de Almada                 |
| 2013                          | SL Benfica       | 86 – 82          | Vitória SC       |                                               |                                               |
| 2014                          | SL Benfica       | 82 – 63          | Galitos          |                                               |                                               |
| 2015                          | SL Benfica       | 79 – 42          | Barcelos         |                                               |                                               |
| 2016                          | FC Porto         | 84 – 70          | SL Benfica       | Pavilhão Municipal dos Desportos de Vila Real | Pavilhão Municipal dos Desportos de Vila Real |
| 2017                          | SL Benfica       | 104 – 74         | CAB Madeira      | Pavilhão Municipal de Sines                   | Pavilhão Municipal de Sines                   |
| 2018                          | Oliveirense      | 97-89            | Illiabum         | Arena de Ovar                                 | Arena de Ovar                                 |
| 2019                          | FC Porto         | 92-69            | Oliveirense      | Pavilhão Municipal dos Desportos de Vila Real | Pavilhão Municipal dos Desportos de Vila Real |
| 2021                          | Sporting CP      | 74-64            | Imortal BC       | Pavilhão Multiusos de Sines                   | Pavilhão Multiusos de Sines                   |
| 2022                          | SL Benfica       | 84-89            | Sporting CP      | Palácio dos Desportos de Torres Novas         | Palácio dos Desportos de Torres Novas         |
| 2023                          | SL Benfica       | 93-75            | Imortal BC       | Multiusos de Odivelas                         | Multiusos de Odivelas                         |
| 2024                          | FC Porto         | 97–93            | SL Benfica       |                                               |                                               |

### Títulos por Clube
- SL Benfica - 15
- AD Ovarense - 8
- FC Porto - 8
- CA Queluz - 2
- UD Oliveirense - 2
- Sporting CP - 2
- Portugal Telecom - 1
- Illiabum - 1